# Fan Ming
Le général chinois Fan Ming est né le 4 décembre 1914 et décédé le 23 février 2010.
Il a été le commandant de l'armée populaire de libération chinoise lors de la bataille de Chamdo, où le Tibet a été incorporé dans la république populaire de Chine. Il dirigeait alors la 18e division de l'APL. 
Fan Ming fut ultérieurement secrétaire adjoint du Comité de travail du Tibet mis en place à Lhassa. Il prit le contrôle des politiques sociales et économiques du Tibet tandis que Zhang Guohua, un rival politique, prenait le commandement des forces armées de l'APL.